# Meteusarcus armatus
Meteusarcus armatus is een hooiwagen uit de familie Gonyleptidae.